# 富山市立上条小学校
富山市立上条小学校（とやましりつ じょうじょうしょうがっこう）は富山県富山市にあった公立小学校。

## 沿革
個別に出典が提示されていない箇所の出典→。
- 1873年9月 - 良智小学校として小山村毫照寺[3]にて開校[4]。
- 1876年 - 英達小学校に改称。
- 1877年10月 - 石割村長楽寺に移転。
- 1879年 - 専光寺村に移転し、一部分離して共和小学校へ移った。
- 1882年 - 石割村の備荒庫を買い上げて大修理して校舎とした。
- 1890年10月 - 上新川郡上条小学校となる。
- 1895年4月 - 中新川郡上条村立となる。
- 1898年10月 - 校舎を新築。10月1日を創校記念日とした。
- 1921年4月 - 屋内体操場新築。
- 1925年4月 - 上条尋常高等小学校に改称。
- 1928年12月 - 校舎を新築。
- 1941年4月 - 上条国民学校と改称。
- 1947年4月 - 上条小学校と改称。
- 1954年
  - 3月 - 体育館新築。
  - 4月 - 水橋町立上条小学校となる。
- 1957年12月 - 完全給食となった。
- 1966年
  - 5月 - 富山市立上条小学校となる。
  - 12月 - 校歌制定、校旗樹立。
- 1979年1月30日 - 校舎完成（鉄筋コンクリート造3階建て、工費1億8,800万円）[5]。
- 1994年4月23日 - 体育館完成[6]。
- 2022年3月末 - 新設の富山市立三成小学校に統合され、閉校[4]（同年3月16日に閉校式[7]）。

## 通学区域
水橋石割、水橋金広、水橋北馬場、水橋小出裏坪、水橋小出表坪、水橋小出上屋、水橋小出東町、水橋佐野竹、水橋清水堂、水橋上条新町、水橋専光寺、水橋大正南部、水橋大正北部、水橋高寺、水橋田伏、水橋中馬場、水橋平塚、水橋曲淵

## 進学先
- 富山市立三成中学校
- 富山市立水橋中学校

## 周辺
- 富山県道15号立山水橋線